# Anti-Hero
'Anti-Hero' is een nummer van de Amerikaanse zangeres Taylor Swift. Het werd uitgebracht bij Republic Records op 21 oktober 2022 en is de eerste single van Swifts tiende studioalbum Midnights. De single bereikte de top van de hitlijsten in verschillende landen. In Vlaanderen werd het Swifts eerste nummer 1-hit. In Nederland evenaarde 'Anti-Hero' Swifts hoogste plaatsing in de Top 40, namelijk de vijfde plaats.

## Achtergrond
Voor haar tiende studioalbum Midnights schreef Swift nummers over dingen die haar naar eigen zeggen slapeloze nachten bezorgen. Haar onzekerheden en dingen die ze niet leuk vindt aan zichzelf waren een van haar inspiratiebronnen. Dit thema is terug te zien in 'Anti-Hero'. Volgens Swift gaat het nummer over haar onzekerheden, het gevoel dat haar leven "onhandelbaar groot" is en dat zich niet altijd een mens voelt. Het nummer is door recensenten beschreven als een van Swifts duisterste nummers.
Swift onthulde de titel van 'Anti-Hero' tijdens haar serie Midnights Mayhem with Me. Dit deed ze tijdens de derde aflevering op 3 oktober 2022. Ter promotie van de single verscheen een videoclip en organiseerde Swift een challenge op Youtube Shorts, onder de naam #TSAntiHeroChallenge.

## Videoclip
De videoclip van 'Anti-Hero' verscheen een paar uur naar het verschijnen van Midnights en 'Anti-Hero'. Swift beschreef de videoclip als haar nachtmerries en dwanggedachtes als ze tot leven zouden komen. In de videoclip wordt Swift onder andere geconfronteerd met 'geesten' uit haar verleden, haar zelfdestructieve gedrag, haar wantrouwen jegens anderen en haar onzekerheid over haar gewicht. Daarnaast brengt Swift een deel van haar songtekst tot leven. Zo is ze te zien als een reuzeversie van zichzelf, wanneer ze zingt dat ze te groot is om met anderen om te kunnen gaan. Ook is er een scène die de bridge van het nummer vertolkt. Terwijl Swift zingt dat ze bang is dat een toekomstige schoondochter haar vermoordt voor de erfenis, is te zien hoe Swifts zoons en schoondochter op haar begrafenis ruzie maken over de erfenis en alleen lijken te geven om haar roem en rijkdom.
Eén van de scènes uit de videoclip van 'Anti-Hero' werd online bekritiseerd. In deze scène staat Swift namelijk op de weegschaal waarop geen cijfer maar slechts het woord 'fat' (dik) te zien is. De twee versies van Swift in de scène lijken dit slecht te vinden. De online kritiek was dat dit beeld een vorm fatshaming is en dat het het stigma over dik zijn aanwakkert. Het beeld van de weegschaal werd uiteindelijk verwijderd uit de videoclip en vervangen door andere beelden.

## Awards en nominaties
De single won en werd genomineerd voor verschillende award shows. Een overzicht van de belangrijkste prijzen en nominaties voor het nummer:
| Organisatie              | Jaar | Categorie                      | Resultaat   |
| ------------------------ | ---- | ------------------------------ | ----------- |
| People's Choice Awards   | 2022 | The Music Video of 2022        | Gewonnen    |
| Capricho Awards          | 2022 | International Hit of the Year  | Gewonnen    |
| iHeartRadio Music Awards | 2023 | Song of the Year               | Gewonnen    |
| iHeartRadio Music Awards | 2023 | Beste lyrics                   | Gewonnen    |
| iHeartRadio Music Awards | 2023 | Best videoclip                 | Genomineerd |
| Brit Awards              | 2023 | International Song of the Year | Genomineerd |
| Gaffa Awards             | 2023 | International Hit of the Year  | Genomineerd |
| Global Awards            | 2023 | Best Song                      | Genomineerd |
| MTV Millennial Awards    | 2023 | Global Hit of the Year         | Genomineerd |
| MTV Video Music Awards   | 2023 | Video of the Year              | Gewonnen    |
| MTV Video Music Awards   | 2023 | Song of the Year               | Gewonnen    |
| MTV Video Music Awards   | 2023 | Best Direction                 | Gewonnen    |
| MTV Video Music Awards   | 2023 | Best Pop                       | Gewonnen    |
| MTV Video Music Awards   | 2023 | Best Visual Effects            | Gewonnen    |
| MTV Video Music Awards   | 2023 | Best Cinematography            | Gewonnen    |
| MTV Video Music Awards   | 2023 | Best Editing                   | Genomineerd |
| MTV Europe Music Awards  | 2023 | Best Song                      | Genomineerd |
| MTV Europe Music Awards  | 2023 | Best Video                     | Gewonnen    |
| Grammy Awards            | 2023 | Record of the Year             | Genomineerd |
| Grammy Awards            | 2023 | Song of the Year               | Genomineerd |
| Grammy Awards            | 2023 | Best Pop Solo Performance      | Genomineerd |
| Gold Derby Music Awards  | 2023 | Record of the Year             | Gewonnen    |
| Gold Derby Music Awards  | 2023 | Song of the Year               | Gewonnen    |
| Gold Derby Music Awards  | 2023 | Best Music Video               | Gewonnen    |
| Gold Derby Music Awards  | 2023 | Best Pop Solo Performance      | Gewonnen    |

## Hitlijsten

### Nederlandse Top 40
| Hitnotering: 29-10-2022 t/m 15-04-2023 | Hitnotering: 29-10-2022 t/m 15-04-2023 | Hitnotering: 29-10-2022 t/m 15-04-2023 | Hitnotering: 29-10-2022 t/m 15-04-2023 | Hitnotering: 29-10-2022 t/m 15-04-2023 | Hitnotering: 29-10-2022 t/m 15-04-2023 | Hitnotering: 29-10-2022 t/m 15-04-2023 | Hitnotering: 29-10-2022 t/m 15-04-2023 | Hitnotering: 29-10-2022 t/m 15-04-2023 | Hitnotering: 29-10-2022 t/m 15-04-2023 | Hitnotering: 29-10-2022 t/m 15-04-2023 | Hitnotering: 29-10-2022 t/m 15-04-2023 | Hitnotering: 29-10-2022 t/m 15-04-2023 | Hitnotering: 29-10-2022 t/m 15-04-2023 | Hitnotering: 29-10-2022 t/m 15-04-2023 | Hitnotering: 29-10-2022 t/m 15-04-2023 | Hitnotering: 29-10-2022 t/m 15-04-2023 | Hitnotering: 29-10-2022 t/m 15-04-2023 | Hitnotering: 29-10-2022 t/m 15-04-2023 | Hitnotering: 29-10-2022 t/m 15-04-2023 | Hitnotering: 29-10-2022 t/m 15-04-2023 | Hitnotering: 29-10-2022 t/m 15-04-2023 | Hitnotering: 29-10-2022 t/m 15-04-2023 | Hitnotering: 29-10-2022 t/m 15-04-2023 | Hitnotering: 29-10-2022 t/m 15-04-2023 | Hitnotering: 29-10-2022 t/m 15-04-2023 | Hitnotering: 29-10-2022 t/m 15-04-2023 |
| Week:                                  | 1                                      | 2                                      | 3                                      | 4                                      | 5                                      | 6                                      | 7                                      | 8                                      | 9                                      | 10                                     | 11                                     | 12                                     | 13                                     | 14                                     | 15                                     | 16                                     | 17                                     | 18                                     | 19                                     | 20                                     | 21                                     | 22                                     | 23                                     | 24                                     | 25                                     |                                        |
| -------------------------------------- | -------------------------------------- | -------------------------------------- | -------------------------------------- | -------------------------------------- | -------------------------------------- | -------------------------------------- | -------------------------------------- | -------------------------------------- | -------------------------------------- | -------------------------------------- | -------------------------------------- | -------------------------------------- | -------------------------------------- | -------------------------------------- | -------------------------------------- | -------------------------------------- | -------------------------------------- | -------------------------------------- | -------------------------------------- | -------------------------------------- | -------------------------------------- | -------------------------------------- | -------------------------------------- | -------------------------------------- | -------------------------------------- | -------------------------------------- |
| Positie:                               | 23                                     | 11                                     | 7                                      | 9                                      | 9                                      | 8                                      | 7                                      | 7                                      | 7                                      | 7                                      | 7                                      | 7                                      | 6                                      | 5                                      | 5                                      | 6                                      | 7                                      | 7                                      | 7                                      | 9                                      | 12                                     | 19                                     | 22                                     | 30                                     | 35                                     | uit                                    |

### NederlandseSingle Top 100
| Hitnotering (week 1 t/m 32): 29-10-2022 t/m 03-06-2023 Hitnotering (week 33 t/m 34): 01-07-2023 t/m 08-07-2023 | Hitnotering (week 1 t/m 32): 29-10-2022 t/m 03-06-2023 Hitnotering (week 33 t/m 34): 01-07-2023 t/m 08-07-2023 | Hitnotering (week 1 t/m 32): 29-10-2022 t/m 03-06-2023 Hitnotering (week 33 t/m 34): 01-07-2023 t/m 08-07-2023 | Hitnotering (week 1 t/m 32): 29-10-2022 t/m 03-06-2023 Hitnotering (week 33 t/m 34): 01-07-2023 t/m 08-07-2023 | Hitnotering (week 1 t/m 32): 29-10-2022 t/m 03-06-2023 Hitnotering (week 33 t/m 34): 01-07-2023 t/m 08-07-2023 | Hitnotering (week 1 t/m 32): 29-10-2022 t/m 03-06-2023 Hitnotering (week 33 t/m 34): 01-07-2023 t/m 08-07-2023 | Hitnotering (week 1 t/m 32): 29-10-2022 t/m 03-06-2023 Hitnotering (week 33 t/m 34): 01-07-2023 t/m 08-07-2023 | Hitnotering (week 1 t/m 32): 29-10-2022 t/m 03-06-2023 Hitnotering (week 33 t/m 34): 01-07-2023 t/m 08-07-2023 | Hitnotering (week 1 t/m 32): 29-10-2022 t/m 03-06-2023 Hitnotering (week 33 t/m 34): 01-07-2023 t/m 08-07-2023 | Hitnotering (week 1 t/m 32): 29-10-2022 t/m 03-06-2023 Hitnotering (week 33 t/m 34): 01-07-2023 t/m 08-07-2023 | Hitnotering (week 1 t/m 32): 29-10-2022 t/m 03-06-2023 Hitnotering (week 33 t/m 34): 01-07-2023 t/m 08-07-2023 | Hitnotering (week 1 t/m 32): 29-10-2022 t/m 03-06-2023 Hitnotering (week 33 t/m 34): 01-07-2023 t/m 08-07-2023 | Hitnotering (week 1 t/m 32): 29-10-2022 t/m 03-06-2023 Hitnotering (week 33 t/m 34): 01-07-2023 t/m 08-07-2023 | Hitnotering (week 1 t/m 32): 29-10-2022 t/m 03-06-2023 Hitnotering (week 33 t/m 34): 01-07-2023 t/m 08-07-2023 | Hitnotering (week 1 t/m 32): 29-10-2022 t/m 03-06-2023 Hitnotering (week 33 t/m 34): 01-07-2023 t/m 08-07-2023 | Hitnotering (week 1 t/m 32): 29-10-2022 t/m 03-06-2023 Hitnotering (week 33 t/m 34): 01-07-2023 t/m 08-07-2023 | Hitnotering (week 1 t/m 32): 29-10-2022 t/m 03-06-2023 Hitnotering (week 33 t/m 34): 01-07-2023 t/m 08-07-2023 | Hitnotering (week 1 t/m 32): 29-10-2022 t/m 03-06-2023 Hitnotering (week 33 t/m 34): 01-07-2023 t/m 08-07-2023 | Hitnotering (week 1 t/m 32): 29-10-2022 t/m 03-06-2023 Hitnotering (week 33 t/m 34): 01-07-2023 t/m 08-07-2023 |
| Week: | 1 | 2 | 3 | 4 | 5 | 6 | 7 | 8 | 9 | 10 | 11 | 12 | 13 | 14 | 15 | 16 | 17 | 18 |
| --- | --- | --- | --- | --- | --- | --- | --- | --- | --- | --- | --- | --- | --- | --- | --- | --- | --- | --- |
| Positie: | 10 | 9 | 11 | 11 | 14 | 12 | 22 | 32 | 37 | 57 | 19 | 20 | 22 | 26 | 25 | 23 | 25 | 26 |
| Week: | 19 | 20 | 21 | 22 | 23 | 24 | 25 | 26 | 27 | 28 | 29 | 30 | 31 | 32 | | 33 | 34 | |
| Positie: | 28 | 29 | 31 | 33 | 38 | 38 | 39 | 49 | 68 | 71 | 71 | 85 | 89 | 81 | uit | 99 | 97 | uit |

### VlaamseUltratop 50
| Hitnotering: 29-10-2022 t/m 22-07-2023 | Hitnotering: 29-10-2022 t/m 22-07-2023 | Hitnotering: 29-10-2022 t/m 22-07-2023 | Hitnotering: 29-10-2022 t/m 22-07-2023 | Hitnotering: 29-10-2022 t/m 22-07-2023 | Hitnotering: 29-10-2022 t/m 22-07-2023 | Hitnotering: 29-10-2022 t/m 22-07-2023 | Hitnotering: 29-10-2022 t/m 22-07-2023 | Hitnotering: 29-10-2022 t/m 22-07-2023 | Hitnotering: 29-10-2022 t/m 22-07-2023 | Hitnotering: 29-10-2022 t/m 22-07-2023 | Hitnotering: 29-10-2022 t/m 22-07-2023 | Hitnotering: 29-10-2022 t/m 22-07-2023 | Hitnotering: 29-10-2022 t/m 22-07-2023 | Hitnotering: 29-10-2022 t/m 22-07-2023 | Hitnotering: 29-10-2022 t/m 22-07-2023 | Hitnotering: 29-10-2022 t/m 22-07-2023 | Hitnotering: 29-10-2022 t/m 22-07-2023 | Hitnotering: 29-10-2022 t/m 22-07-2023 | Hitnotering: 29-10-2022 t/m 22-07-2023 | Hitnotering: 29-10-2022 t/m 22-07-2023 |
| Week:                                  | 1                                      | 2                                      | 3                                      | 4                                      | 5                                      | 6                                      | 7                                      | 8                                      | 9                                      | 10                                     | 11                                     | 12                                     | 13                                     | 14                                     | 15                                     | 16                                     | 17                                     | 18                                     | 19                                     | 20                                     |
| -------------------------------------- | -------------------------------------- | -------------------------------------- | -------------------------------------- | -------------------------------------- | -------------------------------------- | -------------------------------------- | -------------------------------------- | -------------------------------------- | -------------------------------------- | -------------------------------------- | -------------------------------------- | -------------------------------------- | -------------------------------------- | -------------------------------------- | -------------------------------------- | -------------------------------------- | -------------------------------------- | -------------------------------------- | -------------------------------------- | -------------------------------------- |
| Positie:                               | 3                                      | 4                                      | 1                                      | 3                                      | 2                                      | 2                                      | 1                                      | 1                                      | 1                                      | 3                                      | 1                                      | 1                                      | 2                                      | 2                                      | 2                                      | 3                                      | 2                                      | 5                                      | 2                                      | 4                                      |
| Week:                                  | 21                                     | 22                                     | 23                                     | 24                                     | 25                                     | 26                                     | 27                                     | 28                                     | 29                                     | 30                                     | 31                                     | 32                                     | 33                                     | 34                                     | 35                                     | 36                                     | 37                                     | 38                                     | 39                                     |                                        |
| Positie:                               | 4                                      | 2                                      | 2                                      | 4                                      | 4                                      | 6                                      | 10                                     | 15                                     | 15                                     | 20                                     | 26                                     | 25                                     | 25                                     | 26                                     | 26                                     | 25                                     | 38                                     | 42                                     | 42                                     | uit                                    |

### NPO Radio 2 Top 2000
| Nummer met noteringen in de NPO Radio 2 Top 2000 | '23 | '24 |
| ------------------------------------------------ | --- | --- |
| Anti-Hero                                        | 215 | 483 |

1. ↑  Een vetgedrukt getal geeft de hoogste notering aan.
2. ↑  2023 was het eerste jaar met een notering voor dit nummer.